# Jeorjos Polichronidis
Jeorjos Polichronidis, gr. Γεώργιος Πολυχρονίδης – grecki zapaśnik walczący w stylu wolnym. Piętnasty na mistrzostwach świata w 1983. Dziesiąty w mistrzostwach Europy w 1978. Srebrny medalista igrzysk śródziemnomorskich w 1983 i czwarty w 1979 roku.